# Amerila syntomina
Amerila syntomina là một loài bướm đêm thuộc phân họ Arctiinae, họ Erebidae.